# Pulo Jantan
Pulo Jantan is een bestuurslaag in het regentschap Labuhan Batu Utara van de provincie Noord-Sumatra, Indonesië. Pulo Jantan telt 5437 inwoners (volkstelling 2010).